# Канюце
Канюце (словен. Kanjuce) — поселення в общині Шторе, Савинський регіон, Словенія. Висота над рівнем моря: 699,1 м.